# ファーテマ・アル＝ザーラ作戦
ファーテマ・アル＝ザーラ作戦（ファーテマ・アル＝ザーラさくせん）は、イラン・イラク戦争中、イラン軍によるイラク・マイサーン県に対する攻勢作戦である。本作戦は第7次ヴァル・ファジュル作戦の支作戦である。

## 概要
イラン軍は、マイサーン県ファッケ正面に展開しここでイラク軍を陽動せしめ、主力はアル・クルナへ向けて進撃した。